# Hans Ciresa

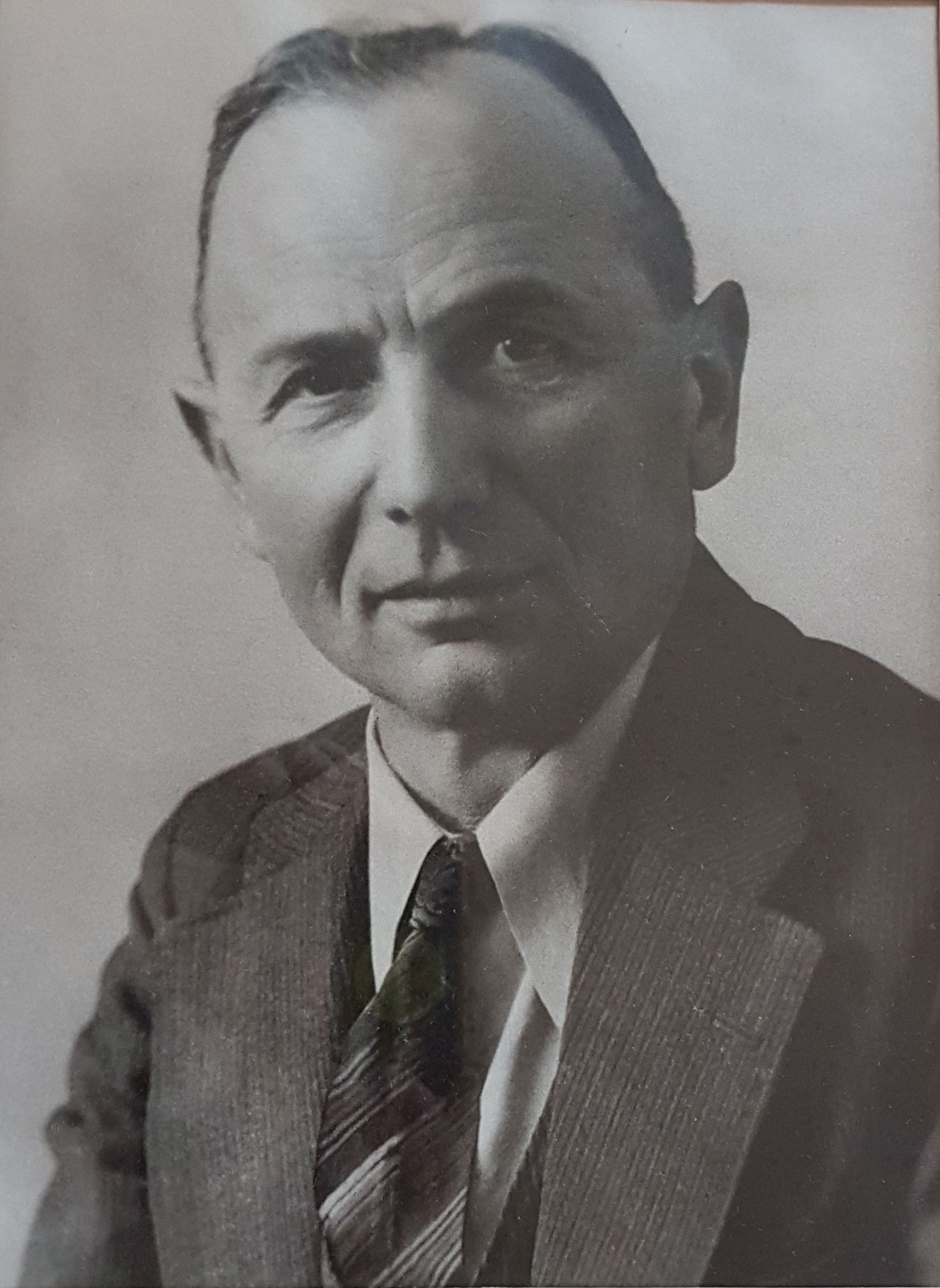
Hans Ciresa (um 1922)

Hans Ciresa (* 24. Februar 1886 in Bozen; † 26. Jänner 1950 in Feldkirch) war ein österreichischer Politiker (SPÖ) und Kriminalbezirksinspektor. 
Er war Stadtrat in Feldkirch und von 1948 bis 1949 Abgeordneter zum Vorarlberger Landtag. 

## Ausbildung und Beruf
Ciresa besuchte die Volksschule in Bozen und absolvierte danach das Gymnasium Bozen. Er leistete seinen Militär- und Kriegsdienst als Maat bei der Kriegsmarine in Pola ab und wurde danach Polizist in Trient. In der Folge wurde Ciresa zur Kriminalpolizei in Innsbruck versetzt, ab 1913 arbeitete er im Kriminaldienst in Feldkirch. Im November 1925 wurde Ciresa aus politischen Gründen zwangspensioniert. Während des Zweiten Weltkrieges wurde er im Grenzdienst eingesetzt und zum Kriminalbezirksinspektor befördert. Zudem war er beruflich als Bauarbeitersekretär beschäftigt. 

## Politik und Funktionen
Ciresa trat am 1. Februar 1919 der SDAP bei und wirkte ab 1925 als Mitglied der Stadtvertretung Feldkirch, der er bis 1934 angehörte. Zudem war er Mitglied des Finanz-, Personal-, Bau- und Volkshallenausschusses. Er war ab 1923 Obmann des Mieterschutzvereines Feldkirch und zudem als Obmann der Naturfreunde Feldkirch aktiv. Zwischen 1925 und 1926 engagierte er sich auch als Hüttenwart des Naturfreundehauses am Vorderälpele. Nach dem Zweiten Weltkrieg wurde Ciresa Mitglied des provisorischen Gemeindeausschusses und Stadtrates von Feldkirch, denen er von Juli 1945 bis zum 26. Jänner 1950 angehörte. Er führte als Stadtrat das Referat für Wohnungswesen. Als Gewerkschafter engagierte er sich von 1945 bis 1947 als Vorsitzender des Österreichischen Gewerkschaftsbundes der Landesexekutive Vorarlberg, war ab 1945 Vorsitzender der Fraktion Sozialistischer Gewerkschafter (FSG) und fungierte ab 1945 als Funktionär der Holz- und Bauarbeitergewerkschaft. Er war zudem von 1946 bis 1949 als Kammerrat der Vorarlberger Arbeiterkammer aktiv und dort Mitglied des Sozialpolitischen Ausschusses. Des Weiteren war er 1947 Mitglied des Landesernährungsausschusses. Als Abgeordneter des Wahlbezirkes Feldkirch vertrat er die SPÖ vom 21. Oktober 1948 bis zum 24. Oktober 1949 im Vorarlberger Landtag, wobei er Gebhard Grabher nachgefolgt war.

## Privates
Hans Ciresa wurde als Sohn des Meraner Bauunternehmers Nikolaus Ciresa und seine aus einer Bauernfamilie aus dem Nonstal stammenden Gattin geboren. Er heiratete 1912 die aus Schwaz stammende Maria Gürtler (1884–1968) und wurde Vater von einer Tochter und zwei Söhnen, die in den Jahren 1912, 1914 bzw. 1916 geboren wurden. 